# Hellmuth Heye
Hellmuth Guido Alexander Heye (Beckingen, 9 agosto 1895 – Mittelheim, 10 novembre 1970) è stato un ammiraglio tedesco, veterano della prima guerra mondiale, fu comandante dell'incrociatore pesante Admiral Hipper nel corso del secondo conflitto mondiale, insignito della Croce di Cavaliere della Croce di Ferro il 18 gennaio 1941.

## Biografia
Nacque a Beckingen il 9 agosto 1895, figlio del generale Wilhelm Heye e Else Karcher.
Dopo aver conseguito il diploma di scuola superiore presso l’Humanistischen Gymnasium di Berlino, il 1 aprile 1914 si arruolò nella Kaiserliche Marine come guardiamarina. Dopo aver completato l’addestramento basico, il 10 agosto dello stesso anno si imbarcò sull’incrociatore corazzato Victoria Luise, venendo promosso Alfiere il 23 dicembre successivo. Il 2 gennaio 1916 fu trasferito sulla nave da battaglia Kaiserin, venendo poi mandato per addestramento sulla nave scuola siluristi Württembergh, continuando quindi il tirocinio sulla torpediniera T 112, per rientrare poi sulla Kaiserin. Prestò servizio come ufficiale di coperta, addetto alle segnalazioni e aiutante di campo del comandante della corazzata, venendo promosso Leutnant zur See il 12 luglio 1916 e trasferito alla scuola sommergibilisti il 3 dicembre 1917. Tra il 16 gennaio e il 24 aprile 1918 fu comandante della Torpedodivisionsbootes D6, imbarcandosi poi ancora a bordo della Württembergh, quindi come ufficiale di coperta su un dragamine. La fine della guerra lo colse come comandante di una piccola nave scuola, decorato con la Croce di Ferro di seconda classe, conferitagli il 14 febbraio 1918.

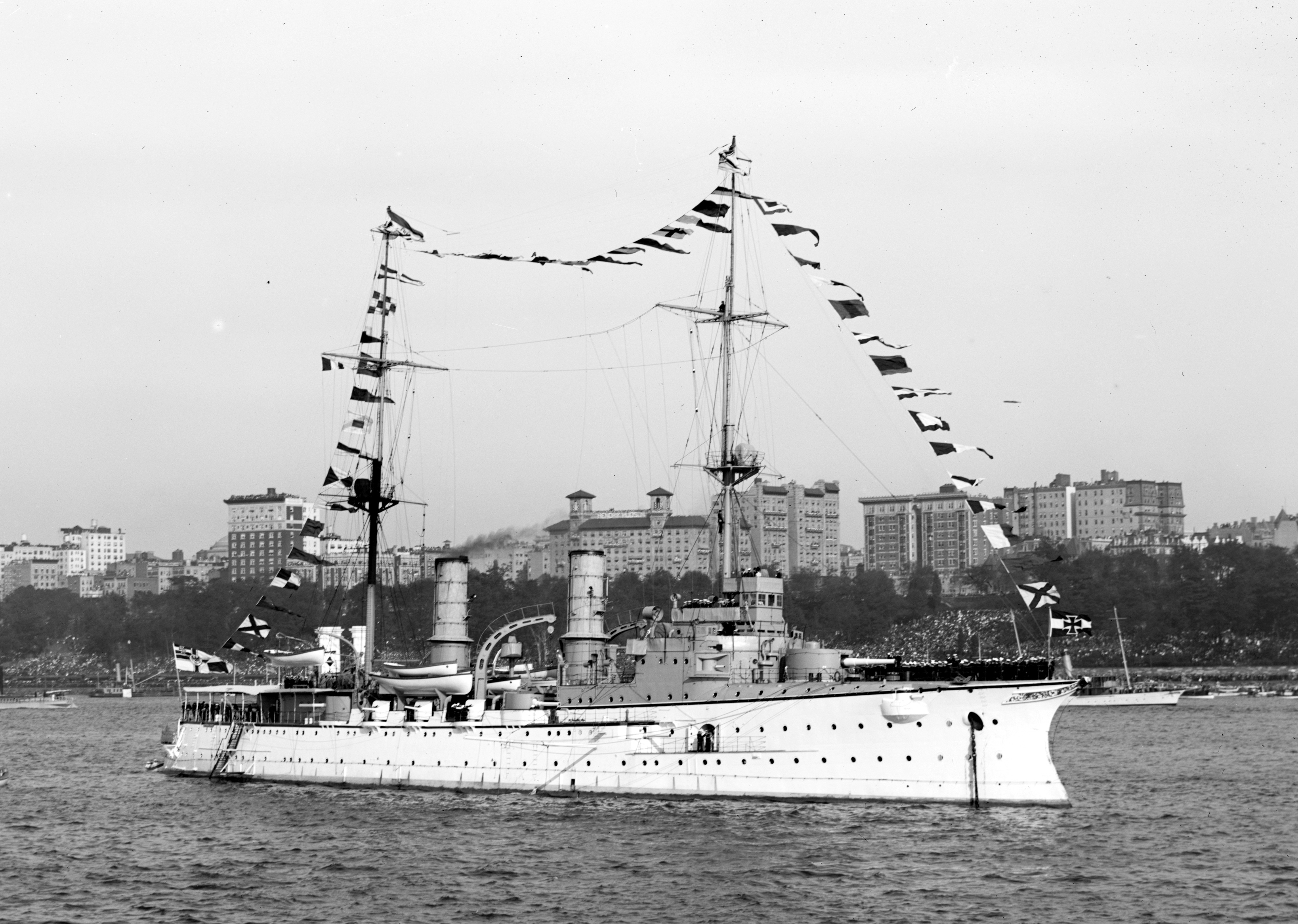
L’incrociatore protetto SMS Victoria Louise ancorato sul fiume Hudson, New York City, duriante le Hudson-Fulton Celebration, settembre 1909.

Entrato in servizio presso il reparto operazioni dello Stato maggiore della marina, entrò a far parte della Reichsmarine, assegnato alle torpediniere.  Il 28 settembre 1920 divenne Oberleutnant zur See, e il 1 aprile 1926 Kapitänleutnant, ed a partire dal 1932 ricoprì l’incarico di comandante della 3. Torpedobootshalbtflottile, venendo promosso Korvettenkapitän il 1 luglio 1933. Dal 28 settembre 1934 entrò a far parte del dipartimento operazioni dell’Oberkommando der Marine, venendo promosso Fregattenkapitän  il 1 luglio 1937.  Al termine della Crisi dei Sudeti (1938) elaborò un memorandum, noto come Memorandum Haye, in cui concluse che, in caso di guerra, non si sarebbe potuto rompere il previsto blocco navale inglese, e che la Kriegsmarine avrebbe solo potuto danneggiare il traffico navale britannico nelle colonie mediante l’impiego di unità da guerra di medio tonnellaggio o ausiliarie.

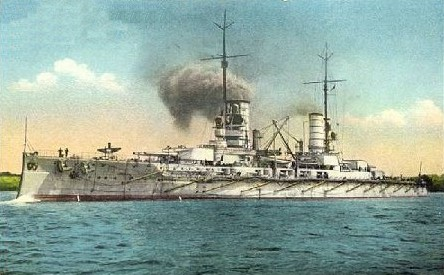
La nave da battaglia Kaiserin in una cartolina commemorativa risalente al periodo 1911-1914.

Promosso Kapitän zur See il 1 gennaio 1939, il 24 aprile dello stesso anno assunse il comando dell’incrociatore pesante Admiral Hipper, partecipando nell’aprile 1940, all’Operazione Weserübung, cioè all’invasione di Danimarca e Norvegia. 
Durante la campagna di Norvegia, l’8 aprile affondò il cacciatorpediniere inglese Glowworm, e il giorno successivo fu impegnato a coprire gli sbarchi delle truppe tedesche a Trondheim. L'8 giugno dello stesso anno, insieme alle navi da battaglia Scharnhorst e Gneisenau, assalì la nave da trasporto Orama, un peschereccio, una nave cisterna e la nave ospedale Atlantis. Eccettuata la nave ospedale, le altre navi furono affondate.
Il 3 settembre sbarcò dall’incrociatore, ed il giorno 5 fu nominato capo del personale del Befehlshaber Sicherung Ost, venendo decorato con la Croce di Cavaliere della Croce di Ferro il 18 gennaio 1941, assumendo l’incarico di capo del personale presso il Befehlshaber Sicherung West il 13 del mese successivo, divenendo il giorno dopo Capo di stato maggiore interinale presso l’ufficio Admiral Z che divenne Admiral Südost e quindi, dal 1 luglio 1941, Marinegruppenkommando Süd di cui, dall‘agosto 1942, divenne Capo di stato maggiore. Promosso Konteradmiral il 1 settembre 1942, dal 15 dello stesso mese al 18 novembre successivo ricoprì l‘incarico di ammiraglio comandante del settore del Mar Nero. Dal 3 dicembre 1942 al 4 aprile 1944 ricoprì l‘incarico di Capo di stato maggiore del Marinegruppenkommando Nord, assumendo dal 7 giugno 1943, anche quello del Comando della flotta (Flottenkommando). Il 20 aprile 1944 fu nominato responsabile  delle piccole unità da combattimento della marina che dovevano utilizzare le armi speciali, come siluri pilotati, sommergibili tascabili, barchini esplosivi e sommozzatori.
Promosso Vizeadmiral il 1 agosto 1944, dopo la fine della guerra fu catturato dagli inglesi il 20 maggio 1945, fu rinchiuso in un campo di prigionia, venendo rilasciato il 6 dicembre 1946. 

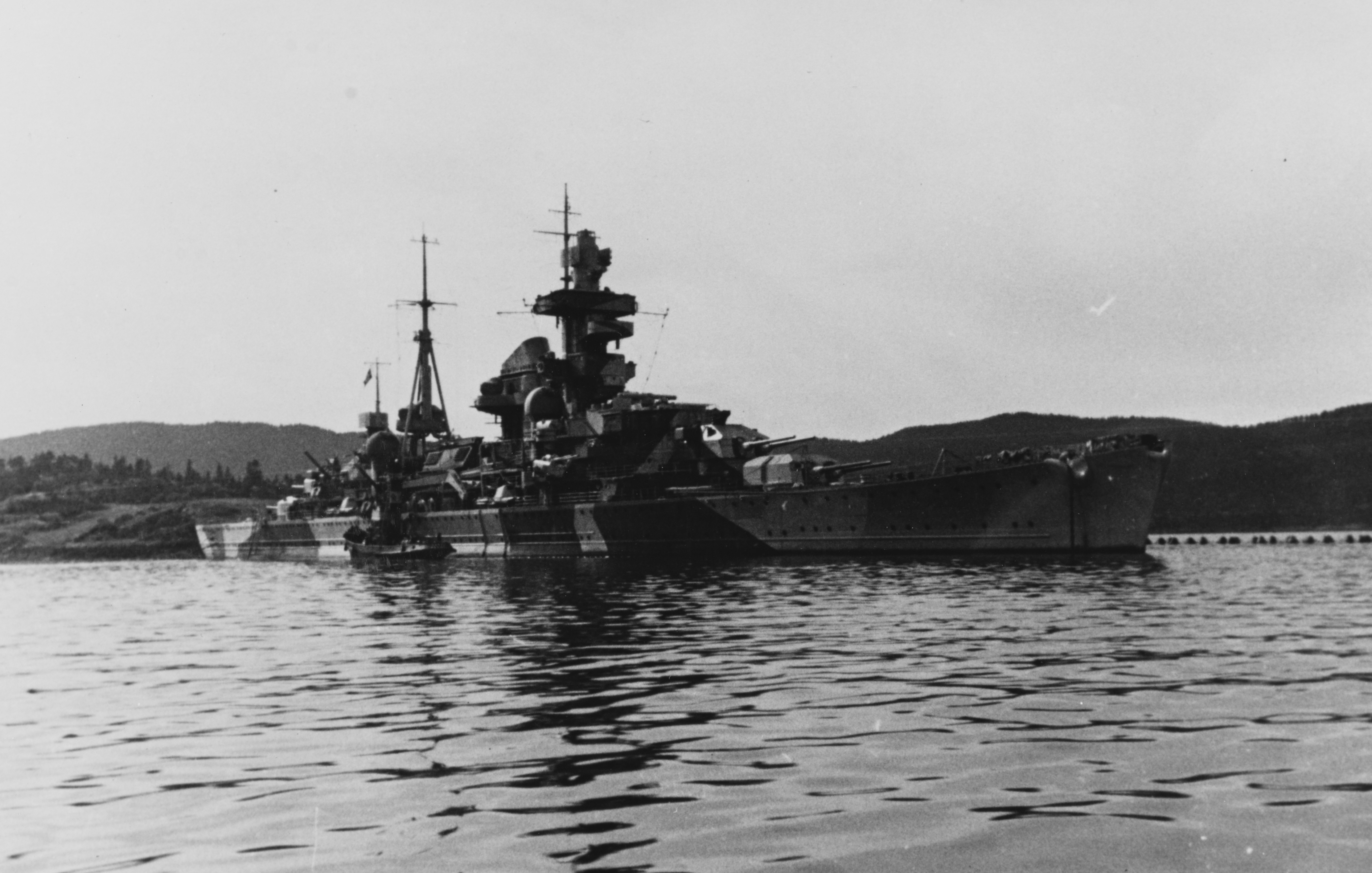
L'incrociatore pesante Admiral Hipper in acque norvegesi, in una foto del 1942.

Lavorò successivamente come scrittore in ambito della storia navale tedesca, divenendo membro del Naval Historical Team istituito dall‘US Navy nel 1949 al fine di conoscere il punto di vista tedesco sulla guerra navale durante il secondo conflitto mondiale. 
Successivamente ricoprì l’incarico di consigliere del governo tedesco sulle questioni concernenti l'istituzione e l'organizzazione della nuova organizzazione militare. Nel 1953 entrò a far parte del partito centrista CDU (Unione Cristiano-Democratica) del cancelliere Konrad Adenauer e rappresentò questo partito nel Bundestag dal 1953 al 1961, eletto nel distretto di Wilhelmshaven-Frisia. 
L'8 novembre 1961, il Bundestag lo elesse all'unanimità Commissario alla difesa (Wehrbeauftragter), ma nell'autunno del 1964 la sua pubblicazione di una serie di articoli sulla rivista Quick, in cui criticava l’organizzazione della Bundeswehr, e un duro confronto con il Ministro della difesa Kai-Uwe von Hassel portarono alle sue dimissioni, avvenute il 10 novembre. Si spense a Mittelheim il 10 novembre 1970.

## Pubblicazioni
- Möglichkeiten einer Seekriegsführung gegen England und die sich daraus ergebenden Forderungen für die strategische Zielsetzung und den Aufbau der Kriegsmarine, Marine-Denkschrift, 1938.
- Probleme der Verteidigung der Bundesrepublik - Ihre Betrachtung unter Berücksichtigung wirtschaftlicher und technischer Belange, con Heinrich Dräger e Franz Sackmann, Mittler-Verlag, 1959.
- Der Grundschutz, con Heinrich Dräger e Franz Sackmann,  Mittler-Verlag, 1962
- Menschenbeurteilung und Menschenbehandlung im öffentlichen Dienst, con Hans Steinmetz e Julius Poeverlein, Lutzeyer-Verlag, 1963.
- Der Bürger in Uniform, in Die Neue Gesellschaft, 10. Jahrgang 1963, Heft 6, Verlag Neue Gesellschaft, Bielefeld 1963.

### Annotazioni
1. ↑  Che fu capo dello Stato Maggiore generale durante la Repubblica di Weimar.
2. ↑  Titolo originale Möglichkeiten einer Seekriegsführung gegen die sich Inghilterra und daraus ergebenden Forderungen für die strategische Zielsetzung und den Aufbau der Kriegsmarine .
3. ↑  Il comandante Haye scrisse personalmente alle autorità britanniche attraverso la Croce Rossa, raccomandando assegnazione della Victoria Cross al comandante del cacciatorpediniere inglese Gerard Broadmead Roope che si era battuto così coraggiosamente contro una nave da guerra molto più potente.
4. ↑  Allora diretto dall’ammiraglio Karlgeorg Schuster.

### Fonti
1. 1 2 3 4 5 6 7 8 9 10 11 12 13 14 15 16 17  Zabecki 2014, p. 600.
2. ↑  Hildebrand 1989, p. 93.
3. 1 2 3  Williamson 2012, p. 45.
4. ↑  Showell 2009, p. 58.
5. 1 2  Haarr 2013, p. 35.
6. ↑  Zabecki 2014, p. 341.
7. ↑  Haarr 2013, p. 424.
8. ↑  Haarr 2013, p. 405.
9. ↑  Showell 2009, p. 30.
10. ↑  Abenheim 2014, p. 102.
11. 1 2  Abenheim 2014, p. 203.
12. ↑  Abenheim 2014, p. 273.
13. ↑  Scherzer 2007, p. 389.
14. 1 2 3 4 5 6 7 8 9 10 11 12 13  Dörr 1995, p. 240.